# Basler Künstlerlarve

Waggis als Pfeiferlarven

Basler Künstlerlarven sind Masken, die zur Basler Fasnacht von aktiven Teilnehmern getragen werden. Im Sprachgebrauch der Basler Fasnacht bezeichnet die Larve das, was im Deutschen als Maske bezeichnet wird, während unter der Maske die ganze Erscheinung verstanden wird, also die kostümierte und maskierte Person.

## Geschichte

### Anfänge der Larventradition
Die Anfänge der Basler Fasnacht reichen laut bekannten Quellen bis ins 14. Jahrhundert zurück (Böse Fasnacht, 1376). Einem Erlass des Regierungsrats von 1564 ist zu entnehmen, dass sie bereits vor der Reformation im Jahr 1529 drei Tage dauerte und jeweils nach dem ersten Fastensonntag stattfand. Die erhaltenen Aufzeichnungen über Fasnachtsspiele durch mehrere Autoren und aktenkundige Vorkommnisse zeigen, dass dabei derber Witz vorherrschte und die Behörden mehrmals versuchten, durch Sittenmandate zügelnd einzugreifen.
Larven werden in dieser Zeit nicht erwähnt, wohl aber vermummte Gestalten, «Larfenspiler» genannt, die als Hexen, Teufel, Narren, Bauern, Könige oder Mohren auftraten. Dabei wurde das Gesicht «beraemet», mit Russ oder Kohle beschmiert. Obwohl dies wiederholt durch die Obrigkeit untersagt wurde, hielt sich dieser Brauch bis ins 19. Jahrhundert. Die vermutlich älteste Darstellung von kostümierten und maskierten Darstellern in Basel stammt aus dem späten 16. Jahrhundert. Sie zeigt vier maskierte Personen mit dunkel gefärbten Larven. Solche Larven aus Holz, seltener Metall, blieben Ausnahmen.:S. 18.
Im 19. Jahrhundert kamen einfache Larven aus Metallblech, vergipster Draht- oder Textilgaze, gewachster Leinwand und kaschiertem Papier auf. Sie stammten aus Italien, Frankreich und Thüringen. Insbesondere Mannebach sowie Ohrdruf und Sonneberg im strukturell armen Thüringer Wald lieferten jahrzehntelang Wachs- und Papierlarven nach Basel. Diese waren zumeist nach Vorbildern der italienischen Commedia dell’arte geformt, es wurden auch lokale Wünsche berücksichtigt: In einem Katalog von 1925 bot die Maskenfabrik Carl Hanf in Ohrdruf explizit eine Waggis-Larve an (der Waggis als Parodie des elsässischen Gemüsebauern ist eine spezifisch baslerische Fasnachtsfigur).

### Vom Importprodukt zur Künstlerlarve

Plakat von Robert Stöcklin, 1926

Die importierten Larven waren zum grossen Teil Billigprodukte und genügten oft nicht, um ein «Sujet» plakativ darzustellen. Unter dem «Sujet» wird das Thema verstanden, das eine Fasnachtsformation «ausspielt», also am Umzug zeigt – ein wesentlicher Aspekt der Basler Fasnacht, die nicht zuletzt ein satirischer Jahresrückblick ist. So kam es 1921 eher zufällig zur Erfindung der Basler Künstlerlarve: Die Fasnachtsgesellschaft Olympia gab sich das Sujet «Moderne Kunst», fand aber keine Larve, die dazu gepasst hätte. Der Zugchef der Fasnachtsgesellschaft Olympia setzte sich mit dem Bühnenbildner des Stadttheaters, Paul Rudin, in Verbindung. Dieser fertigte eine Gipsform an, in welche anschliessend mit Zeitungspapier einigermassen taugliche Larven kaschiert wurden.
Diese eigentliche «Urlarve» fiel dem Inhaber der Basler Firma Métraux & Cie. auf. Er handelte unter anderem mit Fasnachtsartikeln und stellte in der Folge bereits 1922 unter Mithilfe von Paul Rudin Versuche mit kaschierten Larven an. Die weitere Entwicklung ging schnell, 1925 schrieb der Kunstkredit Basel-Stadt auf Veranlassung von Métraux & Cie. einen Wettbewerb für Larvenentwürfe aus.
Vorläufig wurden die Larven noch überwiegend aus geleimter Leinwand hergestellt, auch mit ungewöhnlich anmutenden Materialien wurde experimentiert: Neben dem gewachsten Tuch, das warm in Formen eingelegt wurde, kamen Massen aus Holzschliff, Ton, Kreide und Leim versuchsweise zur Anwendung. Dazu wurde die Kaschiertechnik mit verschiedensten Papierqualitäten ausgetestet. Letztlich setzte sich diese Technik durch, verwendet wurde (und wird) ein Papier, wie es Flachmaler als Bodenabdeckung benutzen.:S. 40–45.

### Kunst in Serie
Massgeblich für die weitere Entwicklung war Adolf Tschudin, der ab 1925 sein Larvenatelier Tschudin für die Herstellung von Einzelmasken aufbaute. Er erkannte das Potenzial der in Basel zahlreich vorhandenen Künstler und arbeitete von Anfang an mit diesen zusammen. Darunter waren viele Mitglieder der «Gruppe 33». Otto Abt, Louis Léon Weber, Irène Zurkinden, Faustina Iselin, Rose-Marie Joray, Lotti Krauss oder Max Wilke waren bei Tschudin tätig. Diese Zusammenarbeit wurde zum Vorbild, Modelle für Larvenateliers sind auch bekannt von Otto Plattner, Max Bucherer und Max Varin. Eine so enge Verbindung zwischen Künstlerszene und Fasnacht ist in ihrer Art einzig und beschränkte sich nicht auf Auftragsarbeiten: Jean Tinguely schuf jahrelang Kostüme und Larven für eine Basler Fasnachtsclique, Meret Oppenheim griff das Thema der Larve in Einzelarbeiten auf (die sie auch selber getragen hat), Niklaus Stoecklin, Charles Hindenlang und zahlreiche andere malten beim Publikum beliebte «Fasnachtshelgen» (Genrebegriff für Fasnachtsbilder).:S. 43–46. Gleichzeitig brachten die ausführenden Künstler laufend aktuelle Tendenzen der Malerei in die Larvenateliers und sorgten umgekehrt für die Ausstrahlung des Phänomens ins Umland, aus dem sie oft stammten (etwa der Liestaler Otto Plattner). Von 1956 bis 1958 war Thomas Keller Atelierchef und Larvenbauer. Verschiedene Künstler gründeten zudem eigene Ateliers und stellten dort einzelne Larven oder kleine Serien her, beispielsweise Heiri Strub im Atelier Nase.

### Eigenständiges Kunsthandwerk

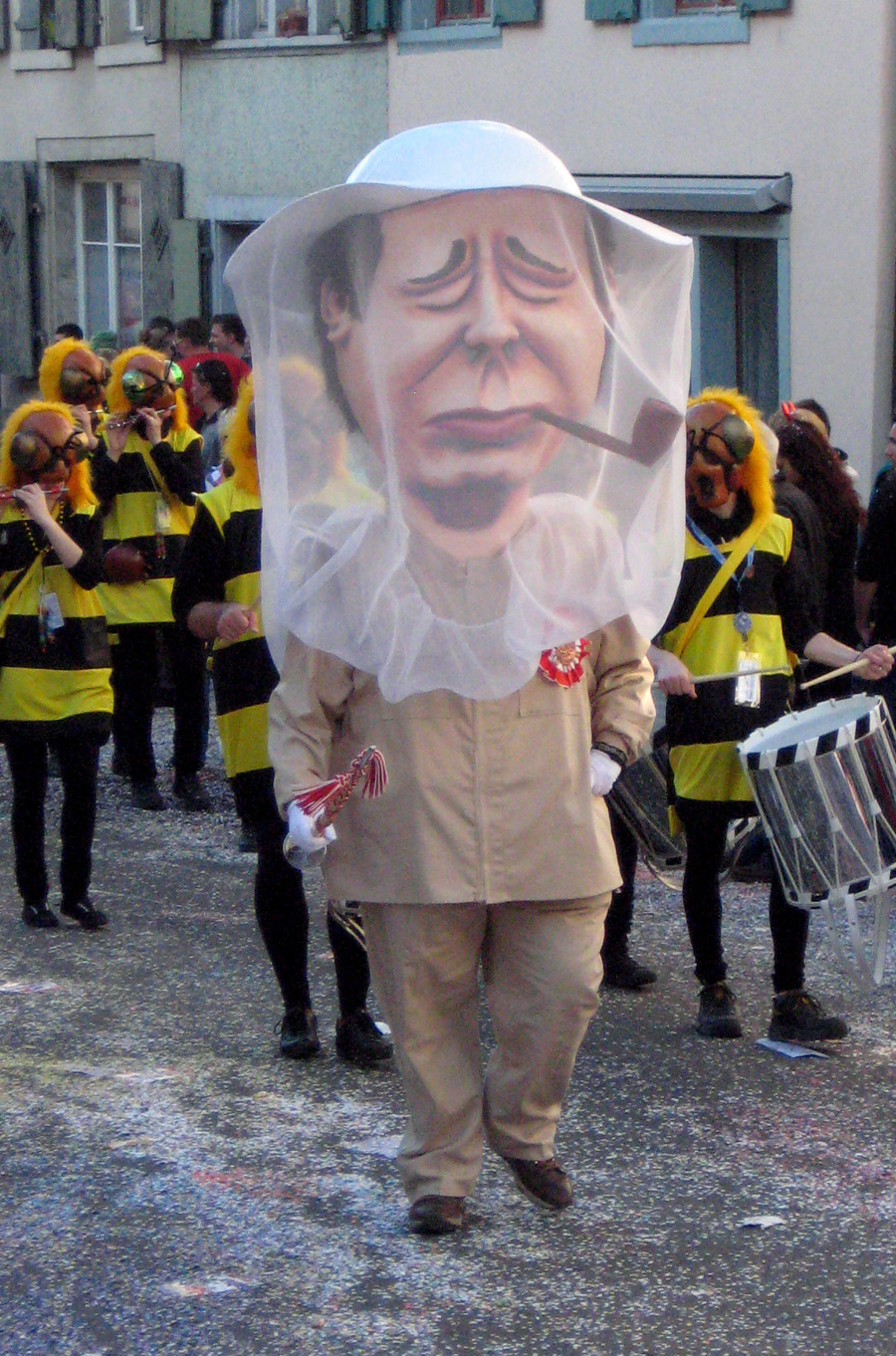
Tambourmajorenlarve.
Der Träger blickt aus dem Hals der Figur.

Die technische Ausführung der Basler Künstlerlarven wurde laufend verfeinert. Frühe Modelle waren meist nur «Gesichtslarven». Sie reichten vom Kinn bis über die Stirn und waren schlichte Formen mit wenig Hinterschneidungen. Getragen wurden sie in ihrer einfachsten Form mit einem Band (wie eine venezianische Maske), später kam das Güpfi dazu – eine kaschierte Halbschale in Kopfgrösse, helmartig getragen, an der die Larve seitlich mit Kartonstreifen befestigt wurde. Dieser Schritt erlaubte grössere, und damit schwerere Larven (am deutlichsten an der Figur des Waggis abzulesen, dessen charakteristische Nase heute um ein Vielfaches grösser ist).:S. 147–152.
Mit der technischen Erfahrung der Larvenmacher nahmen auch Experimentierfreude und Fähigkeiten zur Umsetzung zu. Es entstanden immer komplexere, auch mehrteilige Formen sowie Larven mit ankaschierten Teilen (beispielsweise Ohren oder Hörner) und nicht zuletzt die unübersehbaren Tambourmajoren. Diese überdimensionierten Einzelköpfe sind meterhoch und grösser. In neuerer Zeit wurde das eher schmale Repertoire der klassischen Figuren um verschiedenste Charaktere erweitert, die oft auch Filmen oder der Comicliteratur entlehnt werden. In jüngster Zeit (seit der Jahrtausendwende) werden auch Kunstharze für Applikationen eingesetzt oder als hauptsächliches Baumaterial verwendet (siehe Andere Verfahren), was Effekte erlaubt, die mit reiner Kaschiertechnik undenkbar sind. Gleiches gilt für die Perücken, wo Sisalfaser und Naturbast einer breiten Palette von Kunstbast und eigens angefertigten Kunsthaarperücken gewichen sind (die spezielle und kostenintensive Anfertigung ist nötig, weil die «Hutgrösse» einer Larve im Endeffekt eine massive Übergrösse darstellt).

## Herstellung der Fasnachtslarven
Grundsätzlich wird je nach Aktivität der Träger zwischen Pfeifer-, Tambouren-, Guggen- und Wagenlarven unterschieden. Das gilt auch für Einzellarven und hat starken Einfluss auf Grösse und Formgebung der Larve: Pfeiferlarven bedecken das Gesicht nur bis zur Oberlippe und seitlich bis an den Unterkiefer, der Mund ist aber frei. Tambourenlarven (nicht zwingend dieselbe Form) bedecken dagegen auch das Kinn. Die Larven der Guggenmusiken sind grösser als Pfeiferlarven und bedecken das ganze Gesicht, müssen aber so modelliert werden, dass alle Instrumente spielbar sind. Das Gesamtgewicht kann ein weiteres Kriterium sein, da Guggen normalerweise zu Fuss unterwegs sind. Die ausladendsten und expressivsten Formen sind bei Wagenlarven möglich, da hier keine Einschränkung gilt. Diese Einteilung ist allerdings nicht zwingend. Der Kreativität sind bei Basler Fasnachtslarven und -Kostümen kaum Grenzen gesetzt.

### Modell und Form

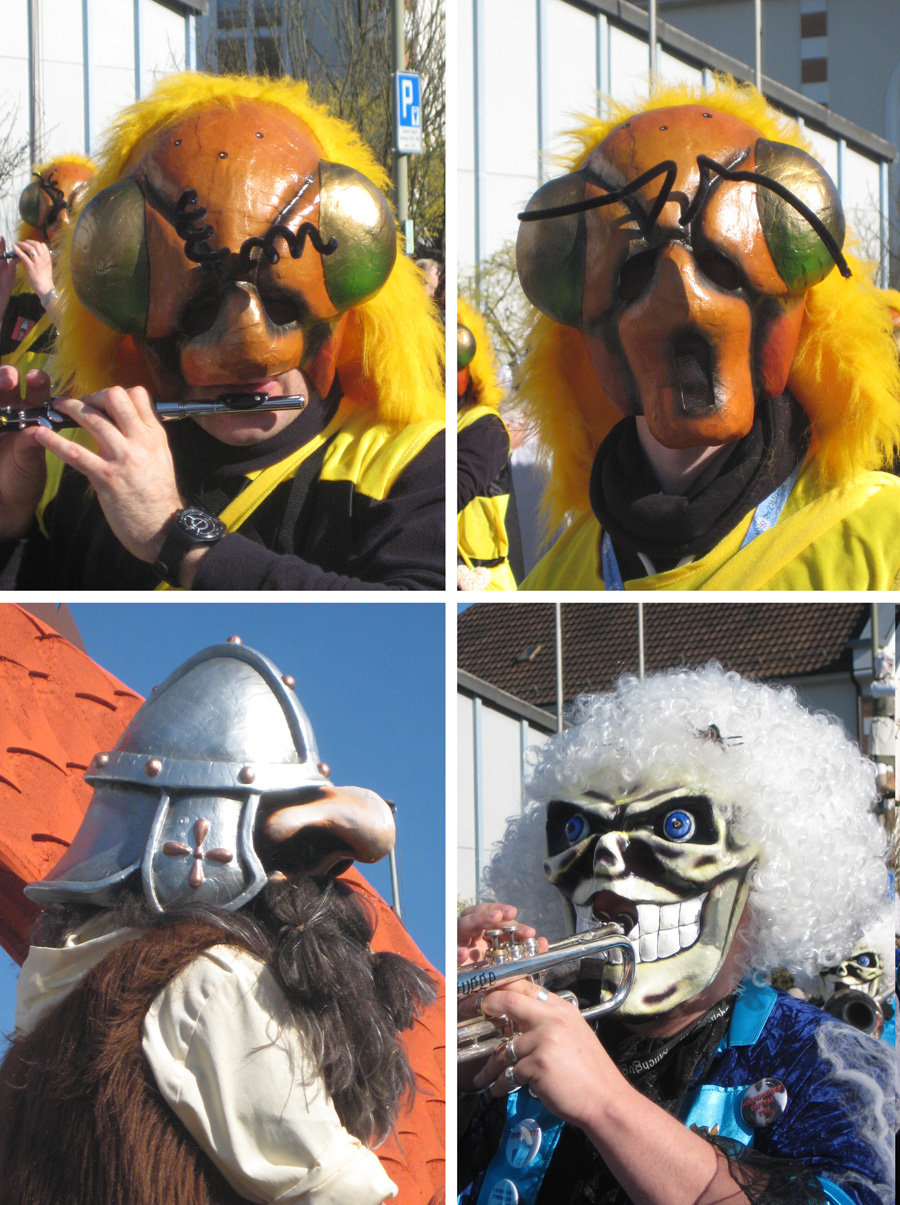
Grundformen, von oben links im UZS: Pfeifer-, Tambouren-, Guggen- und Wagenlarve

Unabhängig vom weiteren Vorgehen steht am Anfang ein Tonpositiv der Larve. Dieses wird so modelliert, dass die Tragbarkeit gewährleistet ist: Während des Modellierens wird darauf geachtet, wo später Öffnungen für die Augen, den Mund und Instrumente angebracht werden können. Typischerweise – und anders als bei venezianischen Masken – befinden sich die Sehöffnungen in den Nasenlöchern oder Wangenfalten der Larve, während die vermeintlichen Augen später aufgemalt werden. Für diesen Modellaufbau werden einfache Lehren und Erfahrungswerte verwendet. Danach wird ein Gipsnegativ vom Tonmodell abgegossen. Ist die Form mehrteilig, werden vor dem Guss Trennnähte aus Blech oder Kunststoff ins Tonmodell gesteckt. Die Gipsform wird getrocknet und innen lackiert, vor dem Kaschieren wird ein Trennmittel (Bohnerwachs, Vaseline) dünn aufgetragen. Tambourmajorenlarven werden als Einzelstücke aus mehreren Teilen zusammengesetzt, die oft ohne Negativform direkt vom Tonpositiv abkaschiert werden.

### Kaschieren und Zuschnitt
Zum Kaschieren wird das erwähnte Abdeckpapier (dickes Recyclingpapier) in Kleister eingelegt. Das Vorgehen variiert, teils werden vorgerissene Stücke erst gewässert und anschliessend bekleistert, teils ganze Bogen in Kleister eingelegt. Eine erste Schicht Papierstückchen wird ziegelartig in die Form gelegt, danach erfolgt eine Zwischenleimung und eine zweite, allenfalls noch eine dritte Schicht. Geübte Larvenmacher können bei diesem Arbeitsgang das Gewicht der Larve steuern – grössere Larven werden gewöhnlich schwerer und damit stabiler gefertigt. Bei mehrteiligen Formen wird jedes Formteil einzeln auskaschiert, anschliessend die Gesamtform zusammengesetzt und die Naht von innen durch eine weitere Reihe Papierstücke verklebt.
Ist die kaschierte Larve innen angetrocknet, wird sie aus der Form gehoben. Da die Larve jetzt noch feucht und damit flexibel ist, können auch Formen mit Hinterschneidungen (Nasenflügel, Ohren) leicht herausgelöst werden. Die Oberfläche wird mit Kleister eingestrichen, geglättet und verleimt. Bei mehrteiligen Formen wird zusätzlich die äussere Naht verklebt. Nach dem Trocknen wird der Rohling zugeschnitten und gegebenenfalls der Rand verstärkt. Ist er völlig durchgetrocknet, wird er innen mit Schellack ausgestrichen, um die Larve vor der Atemfeuchtigkeit des Trägers zu schützen.

### Bemalung und Fertigstellung
Sind die Augen- und Mundöffnungen angebracht, wird die Larve individuell angepasst; dies ist vor allem bei Pfeifer- und Guggenlarven aus Komfortgründen nötig. Dabei wird sie mit der Tragvorrichtung – früher das Güpfi, heute meist ein Bauhelm mit weggeschnittenem Schild – fest verbunden. Danach wird sie nachbearbeitet, grundiert und bemalt. Anhand des Malstils ist für Kenner ersichtlich, aus welcher Werkstatt und welchem Zeitabschnitt eine Larve stammt, gelegentlich verwenden Künstler auch ein erkennbares Detail als Signatur. Meist werden die Larven von Hand bemalt, seltener mit Airbrush. Zum Schluss werden Perücken, Hüte und andere Dekorationen angebracht.
Die Verwendungsdauer einer Basler Künstlerlarve variiert: Viele Pfeifer- und Tambourencliquen, Guggen sowie Wagen schaffen jedes Jahr neue Sujetlarven an. An Vorfasnachtsveranstaltungen sowie am Morgestraich kommen alte Larven zum Einsatz (was im Charivari gehen genannt wird), die Sujetlarve wird erst am Montagsumzug getragen. Nur in Basel (nicht im Baselbiet) ist es üblich, dass Guggen und Cliquen dazu die Stammlarve haben, die jedes Jahr mit dem Stammkostüm jeweils am Dienstag getragen wird. Gebrauchte Larven werden oft als Einzellarven abgegeben und tauchen noch lange Zeit auf, besonders am Dienstag, wenn die Gassen den individuellen Masken gehören. Nicht selten haben aktive Fasnächtler eine Auswahl von alten Larven, die sie abwechselnd tragen und gelegentlich umarbeiten lassen. Aus den Teilnehmerzahlen der Basler Fasnacht wird aber ersichtlich, dass Jahr für Jahr Tausende neue Larven eigens für diese drei Tage angefertigt werden.

Herstellung der Larven
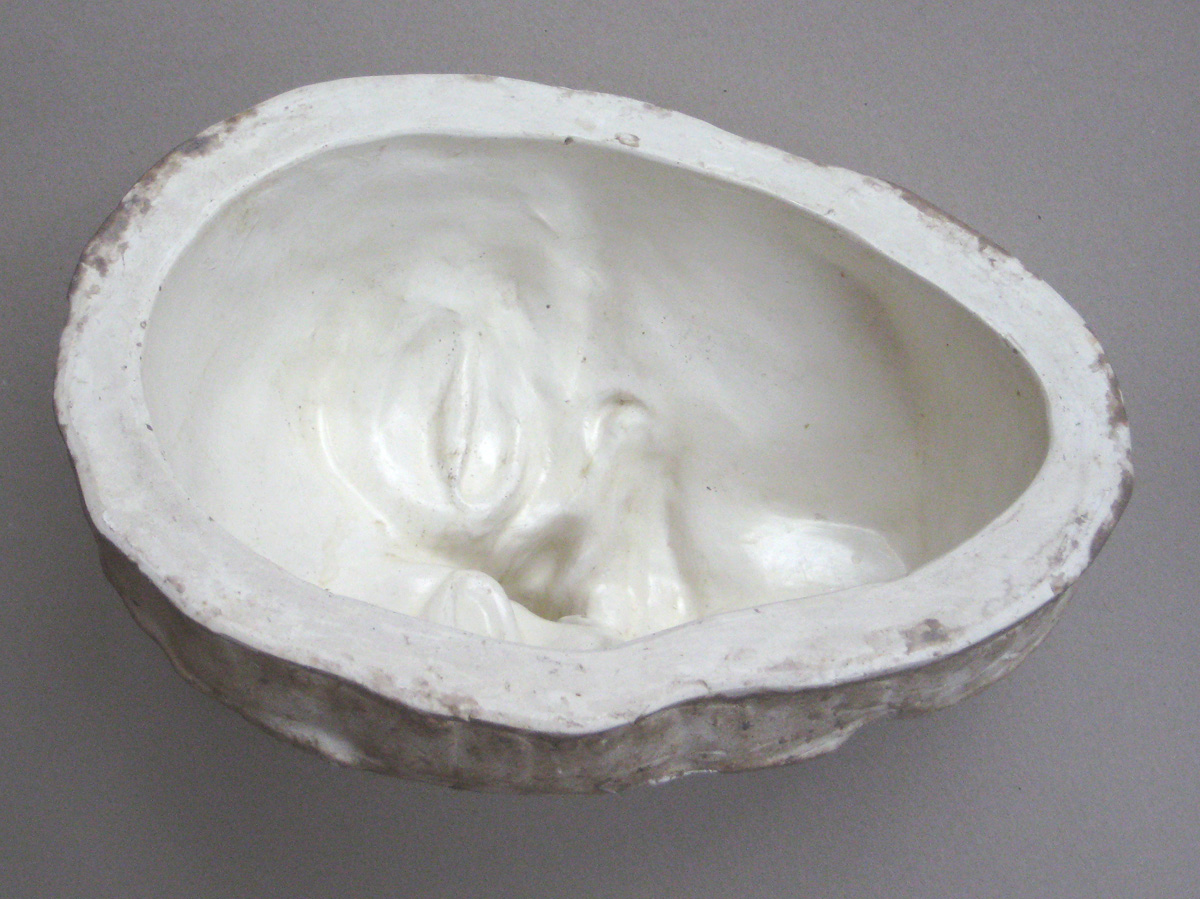
Eine Gipsnegativform für das Kaschieren
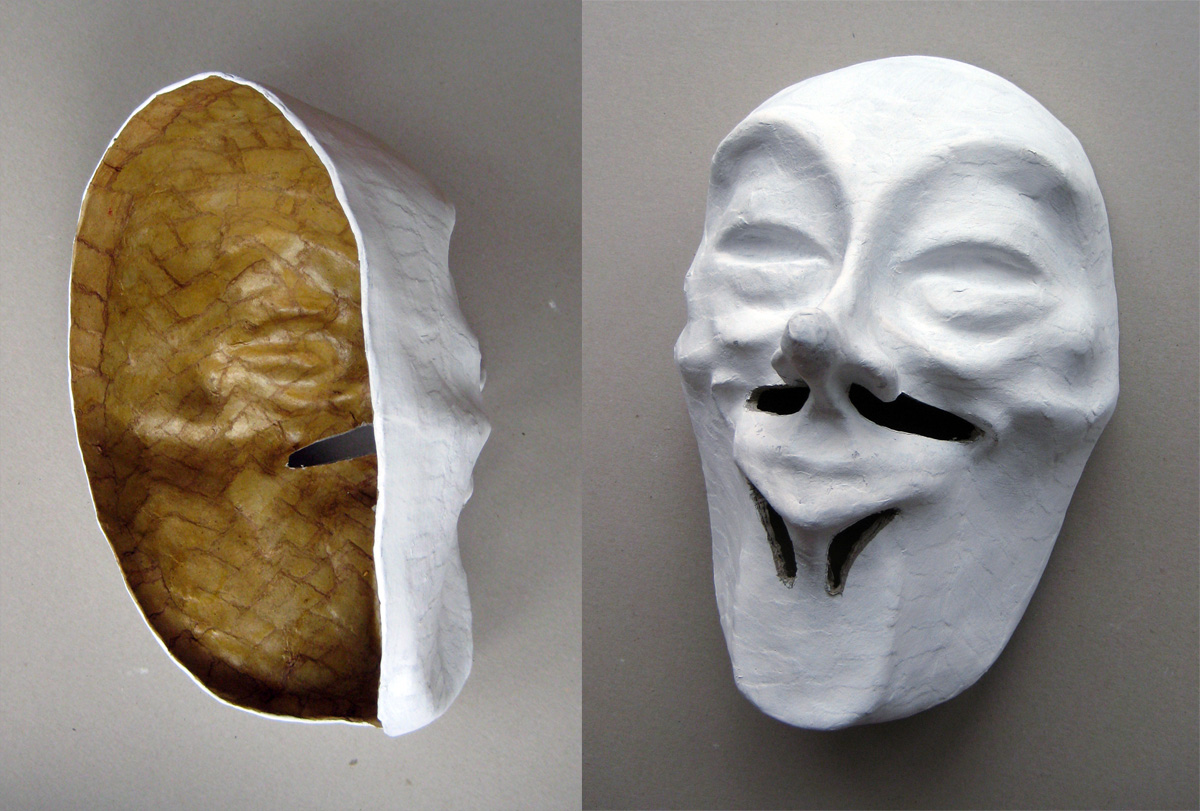
Innen lackierter und weiss grundierter Larvenrohling
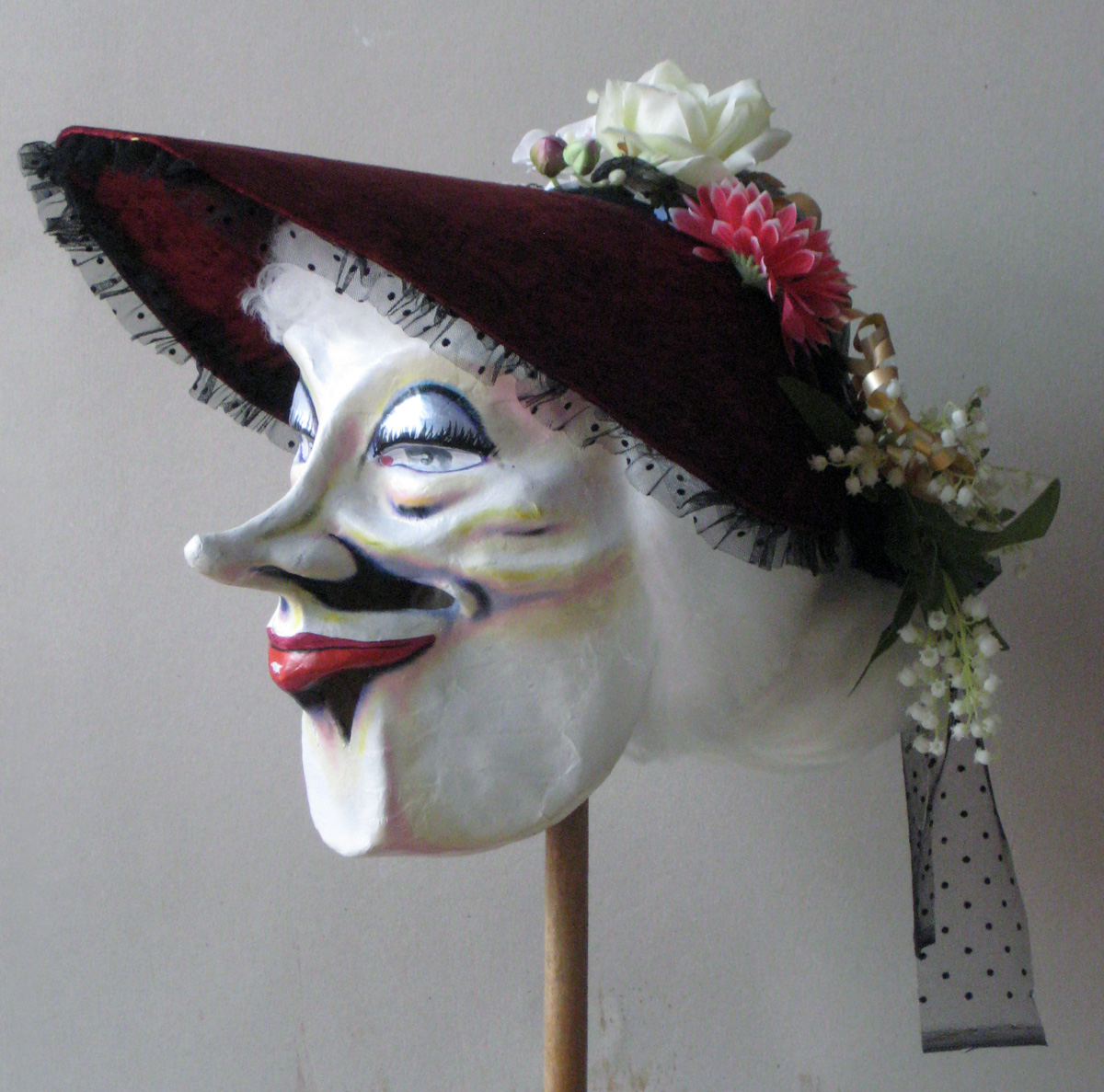
Fertig bemalte und montierte Larve einer «Alti Dante» (Alte Tante)

### Andere Verfahren
Neben dem traditionellen und heute noch gebräuchlichen Kaschierverfahren gibt es zwei weitere Verfahren zur Herstellung von Larvenserien: Für Larven aus Kunstharz wird statt eines Gipsnegativs eine Silikonform des Tonmodells angefertigt und mit Kunstharz ausgestrichen, Larven aus Polystyrol werden als Thermoformen aus Platten hergestellt.